# 裝具
裝具、矯具（英語：Orthosis），又稱矯形支架、骨科支架（英語：Orthopedic brace），或稱支架、護具（英語：Brace），是用於改變神經肌肉和骨骼系統的結構和功能的體外裝置，可用於：
- 為特定原因的控制、引導、限制、固定四肢關節或身體部位
- 限制特定方向的活動
- 輔助活動
- 為特定目的減少承重（英语：Weight-bearing）力
- 幫助移除石膏後的骨折復健
- 矯正身體的形狀或功能，以提供更好的活動能力或減輕疼痛

裝具結合了解剖學、生理學、病理生理學、生物力學和工程學的知識。裝具可幫助患有脊柱裂、腦性麻痺、脊髓損傷、中風等疾病的病患。裝具有時可用於運動時預防傷害或強化表現。
裝具學（英語：Orthotics），是一門著重於設計與應用裝具的學問。
護肘、護腕、護腰、護膝、護踝等皆為護具。副木（英語：Splint）亦為裝具。

## 製作與材料
傳統上是直接對肢體進行測量，以便製作合身的裝具。隨後，為了貼合身體部位，除石膏模具以外，塑膠材料的出現提供了新的選擇，這些材料製作方式仍被廣泛使用。近來電腦輔助設計、電腦輔助製造、數值控制工具機、3D列印參與了裝具的製造。使用中位鑄造裝置（英語：Neutral position casting device）和垂直足部定位系統（英語：Vertical Foot Alignment System）可以實時製作承負體重的裝具 。
裝具由各種類型的材料製成，包括熱塑性塑料、碳纖維強化聚合物、金屬、彈性材料、乙烯/醋酸乙烯酯共聚物、布或類似材料的組合。有些可以直接向零售商購買；其他較特定的品項則需要醫師的處方，醫師會根據病患的需求來調整。非處方的支架為基本款，並有多種尺寸，通常搭配可在魔鬼氈上滑動或捆紮，以便固定在適當的位置。這些支架可用於保護受傷部位。

## 分類

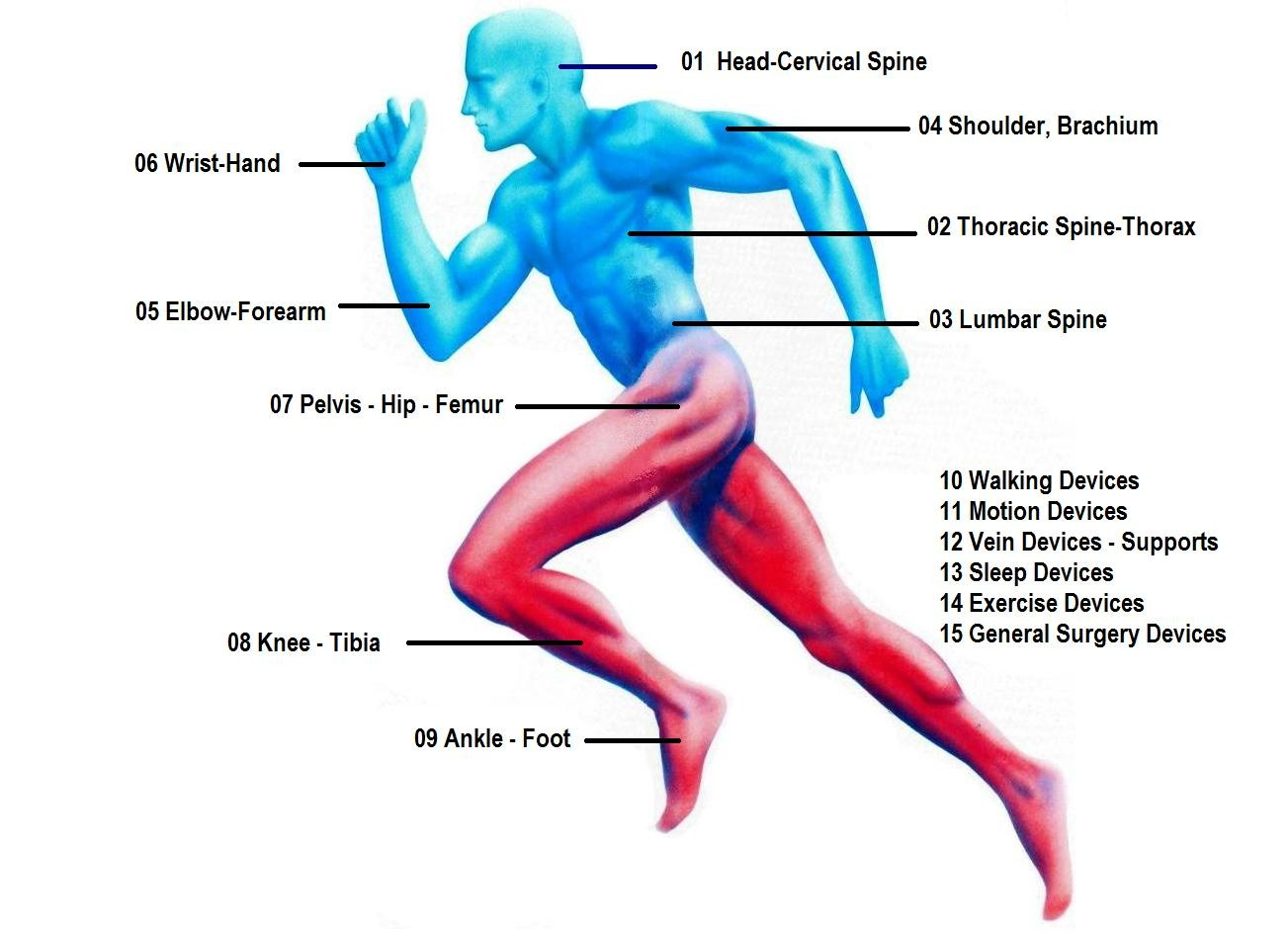
裝具法典化分為16類

根據國際標準術語，裝具按其解剖學上所包含的關節的第一個字母進行分類命名，例如：
- 踝足裝具（英語：AFO）用於踝（Ankle）和足部（Foot）。
- 胸腰薦椎裝具（英語：TLSO）則用於包含胸椎（Thoracic）、腰椎（Lumbar）、薦椎（Sacral）的區域。

這樣的分類對於描述裝具的功能也很有用。提倡使用國際標準術語以減少描述差異，因為這些差異常成為醫學研究的障礙。

## 上肢裝具
上肢裝具是鋪設在上肢外部的機械或電機械裝置，用以恢復或改善功能或結構特性。使用上肢裝具常可以緩解包括由外傷或疾病（例如關節炎）所引起的肌肉骨骼問題，對神經系統損傷（例如中風、脊髓損傷、周邊神經病變）的病患也能提供幫助。

### 上肢裝具種類
- 上肢裝具
  - 肩鎖骨裝具
  - 上臂裝具
  - 功能性上臂裝具
  - 肘裝具
- 前臂腕裝具
- 前臂腕拇指裝具
- 前臂腕手裝具
- 手部裝具
- 特殊功能性上肢裝具

## 下肢裝具
下肢裝具是應用於下半身肢體的外部裝置，可用以改善肢體功能，其機制包含：控制運動、提供支撐並穩定步態、轉移負重並減輕疼痛、矯正柔性變形、預防硬性變形 。

### 足部裝具
足部裝具是插入鞋中的裝置，在站立、行走、跑步時可重新分佈足部關節承受的地面反作用力，以提供足部支撐。足部裝具可以根據腳的鑄模或壓痕來預製或訂製。裝具的相關文獻大篇幅描述其用於足部疾病的醫療用途以及裝具對足部、膝、髖、脊椎變形的影響。從運動員到老年人，每個人都可以利用裝具來適應生物力學的變形和多種的軟組織問題。訂製的足部裝具可有效減輕高弓足病患的疼痛，並且對類風濕性關節炎、足底筋膜炎、拇趾外翻病患有幫助。對於幼年特發性關節炎，訂製和預製的足部裝具也可以減輕足部疼痛。足部裝具也可搭配尺寸合適的矯正鞋使用，以預防高風險糖尿病足的足部潰瘍。

### 踝足裝具

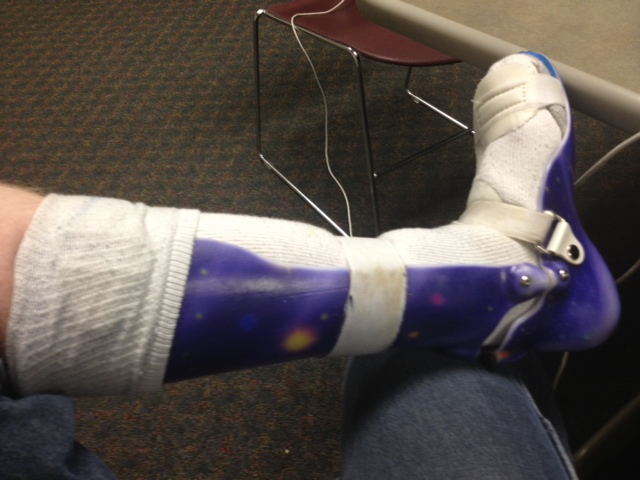
左腳的踝足裝具

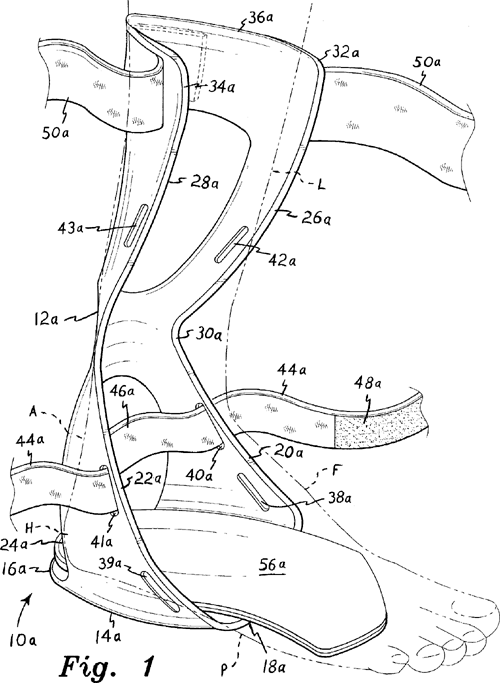
踝足裝具概略圖

踝足裝具包覆踝關節和足部。踝足裝具用於身體外部，以控制踝關節的位置和運動、補償無力、矯正變形。踝足裝具可支撐無力的下肢，或幫助肌肉緊縮的下肢有較正常的擺位。也用於固定有關節炎或骨折的踝關節和小腿，並矯正垂足症，踝足裝具也稱為垂足支架（英語：Foot-drop brace）。踝足裝具是最常用的裝具，約占美國供應的所有裝具的26％。回顧2001至2006年美國醫療保險給付數據，踝足裝具的基本成本約為500到700美元。踝足裝具通常由輕型聚丙烯塑料製成，形狀為Ｌ形，包含小腿後側的直立部分和腳下的底面部分。裝具利用綁帶固定在小腿上，並訂做成能合身地放入鞋內。
紅十字國際委員會認證四種主要的踝足裝具：
| 彈性踝足裝具                             | 抗距骨踝足裝具                                               | 硬式踝足裝具                                                       | 落葉松彎曲關節 （）                                                                                          |
| ---------------------------------------- | ------------------------------------------------------------ | ------------------------------------------------------------------ | --- |
| 可輔助背屈運動，但距骨下關節的穩定性差。 | 阻擋踝關節運動，尤其是背屈運動；未提供好的距骨下關節穩定性。 | 阻擋踝關節運動並穩定距骨下關節；也可幫助控制前足的內收和外展運動。 | 提供距骨下關節的穩定性，同時允許背屈運動和自由或受限的蹠屈運動。也可輔助背屈運動以矯正垂足症，取決於其設計。 |

2006年紅十字國際委員會發布踝足裝具製造指南，目的是提供標準化程序為全世界身心障礙人士製造高品質先進、耐用、經濟的裝具。

### 潰瘍治療裝具
有一種訂做的踝足裝具專用於治療足底潰瘍，其結構包括硬式的Ｌ形支撐部位和與其鉸接的硬式前支撐殼。Ｌ形部位的足底部分包含至少一個以上保護性的空洞，空洞的範圍與位置須設計在使用者足底潰瘍的下方，以便將使用者的體重壓力轉移到足底潰瘍以外的區域，藉此促進足底潰瘍的修復。前支撐殼設計成往外側鉸接到Ｌ形部位，以利用內側脛骨擴口結構來增強這種裝具的承重性。具有彈性的聚乙烯鉸鏈將前支撐殼固定在Ｌ形部位上，安全帶固定前支撐殼並包圍使用者的前側近端小腿。

### 膝踝足裝具
膝踝足裝具是一種包覆膝關節、踝關節、足部的裝具，因此下肢這三個範圍的運動均受裝具的影響，可停止、限制、輔助這些關節任一或全部三個運動面（矢狀面、冠狀面、橫斷面）的運動。關節部位可採用機械鉸鏈或電控鉸鏈。用於製造膝踝足裝具的各種材料包括但不限於金屬、塑料、織物、皮革。膝踝足裝具可用於癱瘓、關節鬆弛、關節炎、骨折等疾病。儘管沒有像膝裝具那麼廣泛使用，但膝踝足裝具可以實質改變癱瘓病患的生活，幫助他們接受行走治療，或者讓小兒麻痺症病患能夠在社區行走。這種裝具較為昂貴，並且需要維護。目前持續進行一些研究以增強其設計，甚至美國國家航空暨太空總署也帶頭開發有特殊膝關節的膝踝足裝具。

### 膝裝具

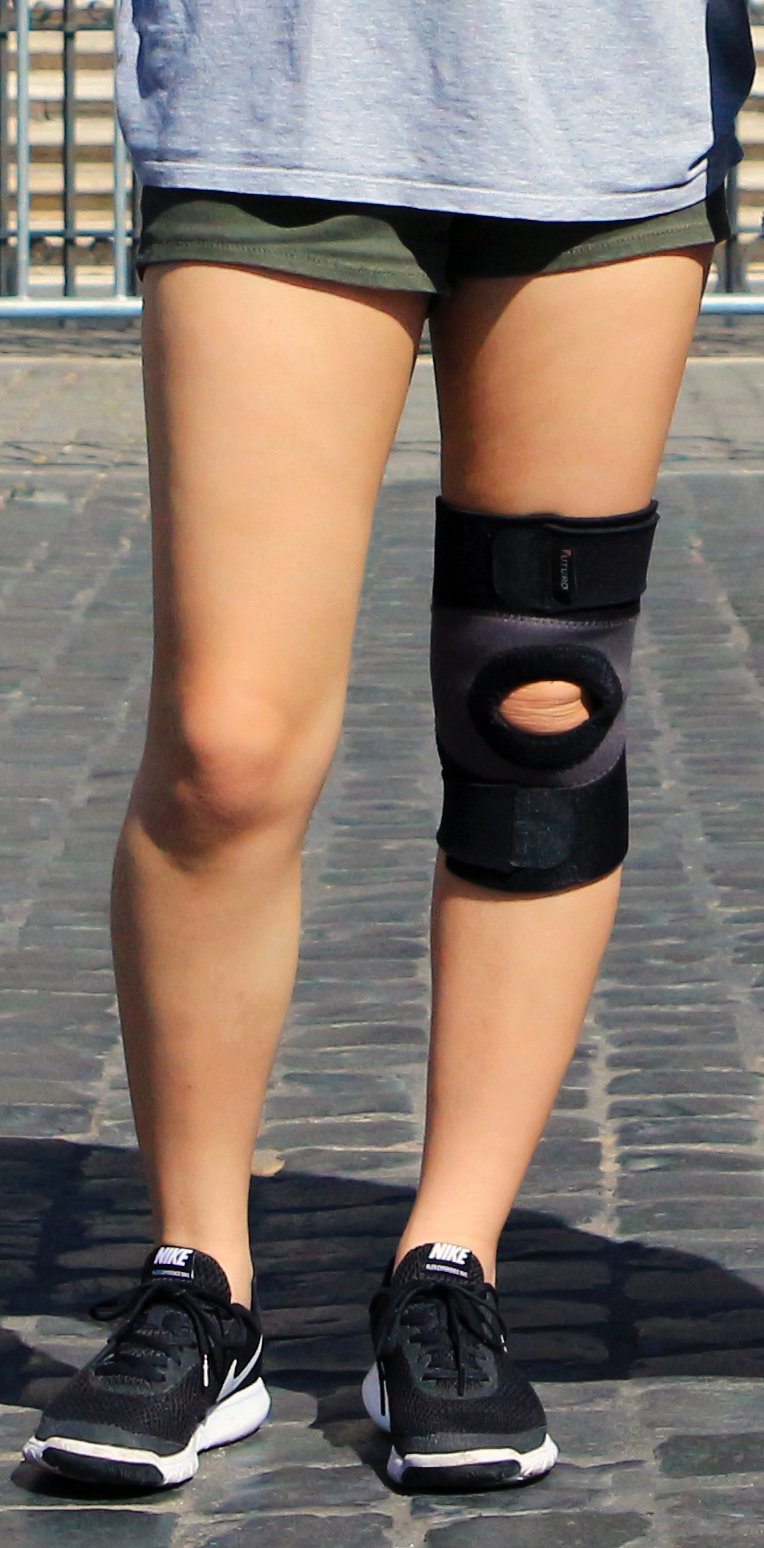
護膝

膝裝具或護膝延伸到膝關節上下方，通常用於支撐或校直膝關節。當疾病造成膝關節周圍神經或肌肉功能受損時，膝裝具可防止膝關節屈曲或伸展的不穩定。如果病況影響到膝關節的韌帶或軟骨，膝裝具可以取代這些損傷部位的功能來保持關節穩定。例如，使用裝具將膝關節擺位成外翻或內翻的角度，可減輕關節因疾病產生的部分壓力，這種方式可減輕骨關節炎的疼痛，但是沒有明確的證據建議膝骨關節炎病患應選擇何種裝具最有效或最適合復健。護膝本身不能直接治療損傷或疾病，但可以與藥物、物理治療、外科手術等搭配作為治療的一部分。如果使用得當，護膝可幫助膝關節運動或減輕疼痛以增進病患的活動能力。

### 預防性護具
預防性護具主要由接觸性運動的運動員使用。關於美式足球前鋒穿的預防性護膝，通常採用膝鉸鏈固定，證據顯示它們對減少前十字韌帶撕裂傷無效，但可能有助於避免膝內側副韌帶和膝外側副韌帶的撕裂傷。

## 脊椎裝具

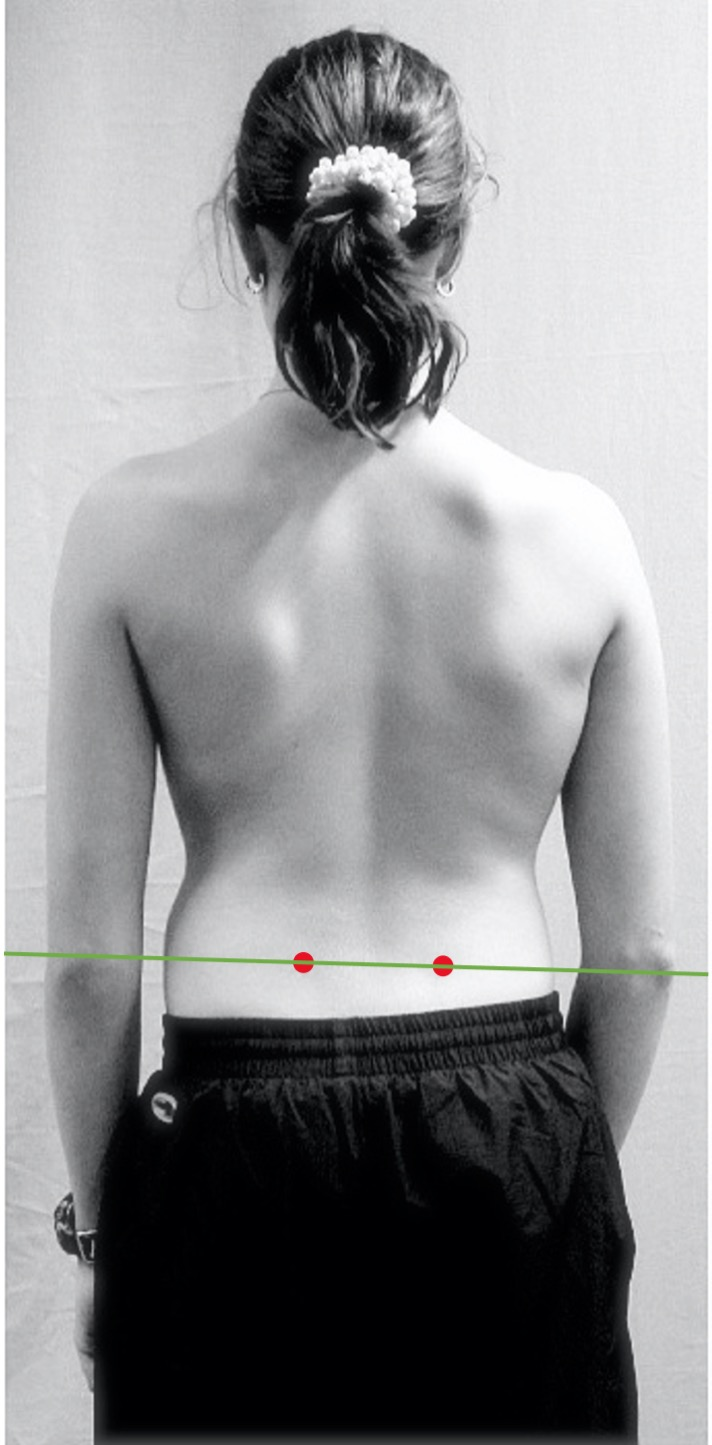
兩種用於治療脊椎側彎的脊椎裝具

脊椎側彎是一種脊椎異常彎曲的疾病，某些情況下可以使用脊椎裝具進行治療，例如密爾瓦基支架、波士頓支架、查爾斯登彎曲支架。這種疾病最常見於青春期女性，這些病患正值發育時期，對於外觀的改變以及支架的束縛特別在意，因此影響接受矯正治療的意願。脊椎裝具也可以用於治療脊椎骨折。例如朱伊特支架（英語：Jewett brace）可用於幫助癒合胸椎第十節到腰椎第三節椎骨的前楔形骨折。身體夾克支架（英語：Body jacket）可用於穩定更多節的脊椎骨折。哈羅支架（英語：Halo brace）是一種可以固定頸椎的頸胸椎裝具，通常用於骨折後，目前所有裝具中這種支架能允許最少的頸椎活動度，於1955年由弗農·尼克爾（英語：Vernon L. Nickel）在蘭喬洛斯雅谷國家康復中心首次研發。

## 裝具師
裝具師（英語：Orthotist）是專門製作供應裝具的醫療專業人員。在美國，裝具師根據認證醫師的處方來作業。物理治療師在美國未被合法授權開立裝具處方。在英國，裝具師通常會接受轉診並進行裝具評估，不需要醫生或其他醫療專業人員的明確處方。

### 加拿大
在加拿大，認證裝具師（英語：Certified Orthotist、CO）提供臨床評估、治療、病患管理、專業設計、訂做裝具，以提高治療效果。要通過加拿大官方義肢裝具認證，申請人必須滿足以下要求：
- 流利的法語或英語；
- 加拿大公民或合法移民；
- 畢業於官方認可的臨床義肢裝具教育計畫；
- 在加拿大認證裝具師的直接監督下完成至少3450個小時的訓練；
- 通過包含筆試、口試、實作的國家認證考試。

成功完成國家認證考試後，將授予應試者認證裝具師的資格。

### 英國
在英國，裝具師評估病患並設計與訂做人體各部位的裝具，註冊於健康照護專業委員會和英國義肢裝具師公會，培訓於索爾福德大學與斯特拉斯克萊德大學以獲得義肢裝具學理學學士，因此其新畢業生有資格擔任裝具師或義肢裝具師（英語：Prosthetist）。
足科醫師也專長於提供足部裝具 。他們也註冊於健康照護專業委員會。 足科醫師評估步態並提供裝具以改善足部功能和矯正對齊，或利用裝具幫糖尿病或類風濕性關節炎的病患重新分配足部壓力。

### 美國
有執照的裝具師是指經過特定州認可的裝具師，經考試確認已達基本熟練度，其能力足以安全地促進該州居民的健康。美國認證委員會認證裝具師的標準包括：裝具學學位、在認可的臨床機構完成一年訓練、通過嚴謹的三階段考試。

### 台灣
台灣沒有政府認證的裝具師。全民健康保險給付的各種副木由特約機構復健科醫師處方，並由職能治療師量身訂做。